# Józef Stefański (duchowny)
Józef Stefański (ur. 8 lutego 1903 w Bratkowicach, zm. 24 stycznia 1985 w Goświnowicach) – polski ksiądz katolicki, nauczyciel, wychowawca i działacz społeczny, podczas II wojny światowej organizator tajnego nauczania i kapelan Armii Krajowej, represjonowany w okresie stalinowskim. Kawaler Orderu Virtuti Militari.

## Życiorys
Był synem Władysława i Wiktorii z Chmajów. W 1923 roku ukończył gimnazjum klasyczne w Rzeszowie i wstąpił do Seminarium Duchownego w Przemyślu. Święcenia kapłańskie otrzymał 29 czerwca 1927 roku z rąk biskupa Anatola Nowaka. Po okresie pracy w różnych parafiach diecezji przemyskiej, w 1937 roku został katechetą szkół powszechnych i średnich w Przeworsku. Udzielał się w pracy społecznej, prowadził między innymi Związek Zawodowy Dozorców Domowych w Rzeszowie oraz Związek Zawodowy Robotników Rolnych i Leśnych w Przeworsku. W 1938 roku został za pracę oświatową i społeczną odznaczony Złotym Krzyżem Zasługi.
We wrześniu 1939 roku został powołany do pełnienia funkcji kapelana czasu wojny. Dostał się do niewoli radzieckiej pod Przemyślanami. Zwolniony po kilku dniach powrócił do Przeworska. W listopadzie 1939 roku został aresztowany przez Niemców i do stycznia następnego roku więziony na Zamku w Rzeszowie. Od początku okupacji zaangażował się w działalność konspiracyjną, przede wszystkim w organizację tajnego nauczania na terenie Rzeszowszczyzny. Używał pseudonimów „Frer”, „Prus”, „Niezgoda”, „Burski”, „Tarcica”, „Szczepański”. Pełnił posługę kapelana w Obwodzie ZWZ-AK Przeworsk, następnie Inspektoracie AK Przemyśl i Podokręgu AK Rzeszów. 1 kwietnia 1944 roku został awansowany do stopnia podpułkownika. Był odznaczony Krzyżem Srebrnym Orderu Virtuti Militari oraz Złotym Krzyżem Zasługi z Mieczami, a w okresie powojennym także Krzyżem Armii Krajowej.
Po wkroczeniu wojsk radzieckich w grudniu 1944 roku został aresztowany i do stycznia następnego roku więziony w Rzeszowie. Po zwolnieniu został skierowany na Śląsk, w ramach akcji jego repolonizacji. Pracował między innymi w Bytomiu i na Opolszczyźnie. 19 czerwca 1950 roku, po wygłoszeniu antykomunistycznego kazania wielkopostnego, został aresztowany przez funkcjonariuszy Wojewódzkiego Urzędu Bezpieczeństwa w Rzeszowie za tzw. szeptaną propagandę i w grudniu skazany na cztery lata więzienia. Zwolniony po amnestii w 1953 roku, jako inwalida, został ponownie wysłany do diecezji opolskiej. Pracował między innymi w parafiach Szklary oraz Goświnowice, gdzie był proboszczem. W 1960 roku został skazany na rok więzienia za budowę kaplicy. Dziesięć lat później w Krakowie uczestniczył w sesji naukowej Polskiej Akademii Nauk dotyczącej tajnego nauczania. W 1976 roku został awansowany do stopnia pułkownika. W 1983 roku otrzymał godność kapelana honorowego Jego Świątobliwości.
Zmarł w 1985 roku w Goświnowicach.